# Llapingacho
Les llapingachos sont un mets populaire en Équateur. Ce sont des galettes de pomme de terre écrasées avec du fromage fondu, qui servent en accompagnement comme les patacones. C'est un plat typique, populaire et très bon marché, que l'on trouve un peu partout. Il est très facile d'en faire.
Les llapingachos accompagnent très bien la viande de porc et de cuy (une race de cochon d'Inde géant élevée pour sa chair).